# Rodrigo Riquelme
Rodrigo Riquelme Reche (ur. 2 kwietnia 2000 w Madrycie) – hiszpański piłkarz, występujący na pozycji skrzydłowego lub ofensywnego pomocnika w hiszpańskim klubie Real Betis oraz wreprezentacji Hiszpanii. Wychowanek Atlético Madryt.

## Sukcesy

### Reprezentacyjne
- Wicemistrzostwo Europy U-21: 2023